# Thomas Castaignède
(Thomas Castaignède)
Thomas Castaignède (Mont-de-Marsan, 21 gennaio 1975) è un ex rugbista a 15 francese, già estremo / apertura di Tolosa (con cui si laureò 4 volte di seguito campione di Francia), Castres, Saracens e, per 12 anni, della Nazionale francese.

## Biografia
Esordiente nel Mont-de-Marsan, club della sua città natale, si trasferì al Tolosa a metà della stagione 1993-94, poco dopo aver compiuto 19 anni; al primo anno nel prestigioso club vinse subito il suo primo titolo francese; l'anno successivo ripeté l'impresa e vinse anche la Coppa di Francia, oltre a guadagnarsi la prima delle sue 52 selezioni in Nazionale (a San Miguel de Tucumán contro la Romania in Coppa Latina, vittoria 52-8).
Nel 1996 Castaignède prese parte al primo di cinque tornei del Cinque / Sei Nazioni consecutivi (e di sette complessivi): il suo primo incontro nel torneo, il 21 gennaio 1996 contro l'Inghilterra, lo vide schierato nella posizione di tre quarti centro e, soprattutto, protagonista in positivo per i suoi colori, dal momento che fu proprio un suo drop all'ultimo minuto ad assicurare la vittoria ai francesi.
In seguito, nel 1997 e 1998, vinse due Tornei consecutivi con il Grande Slam; ancora, nel 1996 Castaignède vinse il terzo titolo di campione di Francia e si laureò campione d'Europa con il Tolosa, vincendo la Heineken Cup con una sua meta e un drop nella finale dell'Arms Park contro il Cardiff; nella sua quarta e ultima stagione a Tolosa, vinse l'ennesimo campionato, il quarto consecutivo.
Nel 1997, dopo il periodo ricco di successi al Tolosa, si trasferì al Castres, con cui non ripeté gli stessi risultati, anche a causa di alcuni infortuni che ne minarono il rendimento: convocato in Nazionale per la Coppa del Mondo di rugby 1999 in Galles, si infortunò ai muscoli della coscia alla prima partita e fu costretto a saltare tutto il resto della competizione, nel corso della quale la Francia giunse fino alla finale, poi persa, contro l'Australia.
Nel 2000 lasciò la Francia e si accasò presso gli inglesi del Saracens, club con cui spese gli ultimi 7 anni di carriera: dopo solo sette incontri e 131 punti marcati, tuttavia, si infortunò gravemente al tendine di Achille e rimase inattivo per circa un anno e mezzo; resosi di nuovo disponibile nell'aprile 2002, in occasione di un incontro che i Saracens dovevano disputare in casa del Northampton, al suo ingresso in campo Castaignède fu calorosamente salutato in segno di bentornato dai tifosi avversari.
Rientrato anche in Nazionale (4 incontri nel Sei Nazioni 2003) e resosi disponibile per la Coppa del Mondo di rugby 2003, all'ultimo momento il C.T. Laporte gli preferì il naturalizzato sudafricano Brian Liebenberg; Laporte richiamò Castaignède per il tour di fine anno 2005 e anche per il Sei Nazioni 2006, che la Francia vinse.
Convocato anche per i test estivi 2007 (due incontri con la Nuova Zelanda) quando già aveva annunciato il suo ritiro a fine stagione e incluso nella lista dei preselezionati per la successiva Coppa del Mondo da disputarsi proprio in Francia, Castaignède fu poi tra gli esclusi da Laporte dalla lista definitiva dei 30 che presero parte alla manifestazione.
Nonostante i 12 anni in Nazionale e le 54 presenze, quindi, Castaignède vanta solo una Coppa del Mondo disputata, con una sola presenza.
Già da prima del ritiro Castaignède era attivo nel mondo dei media, con una rubrica sul quotidiano britannico The Guardian e come commentatore rugbistico per la catena satellitare Canal+; inoltre dal 2006 lavora come consulente finanziario, dapprima per la filiale londinese della Société Générale poi, dal 2007, per l'UBS.

## Palmarès
- Campionati francesi: 4
Tolosa: 1993-94; 1994-95; 1995-96; 1996-97
- Coppe di Francia: 1
Tolosa: 1994-95
- Heineken Cup: 1
Tolosa: 1995-96